# Табуни, Мохамед
Мохамед Табуни (нидерл. Mohamed Taabouni; родился 29 марта 2002) — нидерландский футболист, полузащитник катарского клуба «Аль-Араби».

## Клубная карьера
Воспитанник футбольной академии клуба АЗ, за которую выступал с 2013 года. Летом 2018 года подписал с клубом профессиональный контракт.
1 июля 2022 года перешёл в роттердамский «Фейеноорд», подписав с клубом двухлетний контракт.
14 июля 2023 года подписал трёхлетний контракт с катарским клубом «Аль-Араби».

## Карьера в сборной
Выступал за сборные Нидерландов до 15, до 16 и до 17 лет.
В мае 2019 года в составе сборной Нидерландов до 17 лет выиграл чемпионат Европы, забив победный гол в полуфинале против  Испании.

## Достижения
«Фейеноорд»
- Чемпион Нидерландов: 2022/23

Нидерланды (до 17)
- Чемпионат Европы (до 17 лет): 2019